# Ipomoea capillacea
Ipomoea capillacea es una especie de planta fanerógama de la familia de las convolvuláceas.

## Descripción
Ipomoea capillacea es una hierba erecta o a veces procumbente, con frecuencia sufrutescente, perenne, con raíz tuberosa. Puede tener un solo tallo o estar ramificada en la base. Las hojas son láminas foliares palmatisectas, de 0.5 a 2 cm de largo por 1 a 1.8 cm de ancho, con 5 a 7 segmentos filiformes, de ápice agudo o truncado, base truncada.
Las inflorescencias son unífloras, con sépalos desiguales, de 3 a 5 mm de largo, los exteriores un poco más pequeños, ovados, coriáceos, los interiores elípticos, membranáceos, lisos. La corola es infundibuliforme (con forma de embudo), de 2 a 3.5 cm de largo, de color rosado-violáceo a purpúreo pálido, tubo más claro.
El fruto es una cápsula globosa, de 5 a 7 mm de diámetro; con 4 semillas subglobosas de 2 a 3 mm de largo.

## Distribución y hábitat
Ipomoea capillacea se distribuye desde el suroeste de Estados Unidos (Nuevo México y Texas), por México y Centroamérica, hasta el norte de Sudamérica (Venezuela y Colombia). Es un elemento muy frecuente en las regiones montañosas, sobre todo en matorrales, pastizales y claros de bosques mixtos. Florece en la estación lluviosa (mayo a octubre).

## Nombres comunes
Antiguamente se denominaba "hierba de Nuño Chávez", pero este nombre se encuentra en desuso. En náhuatl clásico, se llamaba acxoyātic o ahacxoyātic, que significa "que acompaña al oyamel" (de acxoyātl, "oyamel"; -ic, sufijo instrumental).

## Taxonomía
Ipomoea capillacea fue descrita en 1838 por George Don, sobre un basónimo de Carl Sigismund Kunth, en A General History of the Dichlamydeous Plants 4(1): 267.

### Etimología
Ipomoea: nombre genérico que deriva de las palabras griegas: ipos = "gusano" y homoios = "parecido", por el hábito voluble de sus tallos
capillacea: epíteto latino que significa "que parece cabello"

### Sinonimia
- Convolvulus capillaceus Kunth
- Ipomoea armata Roem. & Schult.
- Ipomoea pseudolinum Pittier
- Leptocallis armata (Roem. & Schult.) G.Don[8]